# 玫瑰色圈伞鸟
玫瑰色圈伞鸟（学名：Lipaugas streptophorus）是伞鸟科皮哈伞鸟属的鸟类。该鸟分布于委內瑞拉、圭亚那与巴西特普伊高地的潮湿森林中，以果实为食。该物种得名于雄鸟领口玫瑰色的图案。雌性外貌类似于尖声伞鸟 ，但肛门为肉桂色。

## 描述
成年雄性玫瑰色圈伞鸟的上半身呈深灰色，下半身呈浅灰色。脖子周围是有显眼的洋红色色圈，肛门外也有一块颜色类似的图案。雌性与雄性相似，但没有洋红色的领子，而肛门周围的区域呈锈褐色。这种鸟可长到约22.5厘米。由于其独特的颈部图案，雄性不太可能与其他鸟类混淆，但雌性可能与雌性尖声伞鸟( Lipaugus vociferans ) 混淆。辨别关键为后者通体灰色，且肛门周围的无红褐色图案。叫声也大相径庭。雄性个体偶尔会发出响亮、尖锐的“skreeéyr”声。 

## 分布与栖息地
玫瑰色圈伞鸟的分布范围很小，仅限于在圭亚那、委内瑞拉和巴西的潮湿森林中。它常出现在森林的中上层，有时出现在林地的边缘、空地和树木分布较广的开阔地区。它一般独处或成队出现。该鸟的主要食物是其飞行过程中采摘的果实，尤其是野牡丹科的果实。 

## 种群现状
玫瑰色圈伞鸟的分布范围非常有限，但在该范围内相当常见，且种群数量似乎稳定，并无特别的威胁，因此国际自然保护联盟将这种鸟评为“无危”（NT）。 

## 文献索引
1. 1 2  BirdLife International. . The IUCN Red List of Threatened Species. 2016, 2016: e.T22700865A93800795  [15 November 2021]. doi:10.2305/IUCN.UK.2016-3.RLTS.T22700865A93800795.en .
2. 1 2  Ridgely, Robert S.; Tudor, Guy. . University of Texas Press. 1989: 764–765. ISBN 978-0-292-77063-8.Ridgely, Robert S.; Tudor, Guy (1989).
3. ↑  Snow, D. . Handbook of the Birds of the World Alive. Lynx Edicions, Barcelona. 2004  [2015-08-30].